# バビロニア暦
バビロニア暦（バビロニアれき、英語：Babylonian calendar）とはバビロニアなどの地域で使用されたメソポタミア文明の太陰太陽暦である。シュメールのウル第三王朝のシュルギ王（紀元前21世紀）が定めたウンマ暦を起源とする。
春分の頃の新月の直後を元日とする。紀元前6世紀までは天文観察に基づいて作られ、春分の時期を正確に予測するため恒星・カペラの動きを観察していた。紀元前5世紀の初めより、19年が235か月に等しいものとする周期を採用して作られるようになったが、これはメトン周期の先駆とされる。バビロニア暦の月名はバビロン捕囚の時期からユダヤ暦に採用された。年の始まりを春分とする前提によっており、イラン暦のような太陽暦と共通する一方、同じ太陰太陽暦でありながら中国暦とは違いが見られる。週の起源は陰暦1か月を4等分するバビロニアの祭日によるともいわれる。

## 月
一年は春に始まり、3つの季節に分かれ、「始期（reš šatti）」「中期（mišil šatti）」「終期（qīt šatti）」から成る。「月」に当たる単語は「arḫu」である（所属形は「araḫ」）。暦はバビロニア人が作ったものであり、それより後代のアッシリア人によるものではないことは、アッシリア人の主神が閏月に割り当てられていることからもわかる。紀元前6世紀のバビロン捕囚の時期に、ヘブライ人たちは、バビロニア暦の月の名前をヘブライ暦に採用した。イラクやレバント地方（東部地中海沿岸地方）で用いられたアッシリア暦は、バビロニア暦の多くの月の名前を用いている。例えばイヤール（Iyyar）、タムズ（Tammuz）、アブ（Ab）、エルル（Elul）、ティシュリー（Tishri）、アダル（Adar）などである。

| 季節                |    | 月の名前                                                                               | 月を司る神                     | 星座                                                             | ユダヤ暦                                                         | グレゴリオ暦                                                     |
| ------------------- | -- | -------------------------------------------------------------------------------------- | ------------------------------ | ---------------------------------------------------------------- | ---------------------------------------------------------------- | ---------------------------------------------------------------- |
| 始期 Reš Šatti 𒊕𒈬   | 1  | ニサンヌ Araḫ Nisānu - 𒌚𒁈 「聖なる月」                                                 | 豊穣の神ベル 𒀭𒂗                | 牡羊座（Agru） 𒀯𒇽𒂠𒂷                                              | ニサン （Nisan）                                                 | 3月 / 4月                                                        |
| 始期 Reš Šatti 𒊕𒈬   | 2  | アル Araḫ Āru - 𒌚𒄞 「雄牛の月」                                                        | 知識の神エンキ（エア） 𒂗𒆠      | 牡牛座（Gu） 𒀯𒄞                                                  | イヤール （Iyar）                                                | 4月 / 5月                                                        |
| 始期 Reš Šatti 𒊕𒈬   | 3  | シマヌ Araḫ Simanu - 𒌚𒋞                                                                | 月神シン 𒂗𒍪                    | 双子座（Maštaba） 𒀯𒈦𒋰𒁀                                           | シヴァン （Sivan）                                               | 5月 / 6月                                                        |
| 始期 Reš Šatti 𒊕𒈬   | 4  | ドゥムズ Araḫ Dumuzu - 𒌚𒋗 「タンムーズ神の月」                                         | 羊飼いの神タンムーズ 𒀭𒌉𒍣       | かに座（Alluttu） 𒀯𒀠𒇻                                            | タムズ （Tammuz）                                                | 6月 / 7月                                                        |
| 中期 Mišil Šatti 𒁇𒈬 | 5  | アブ Araḫ Abu - 𒌚𒉈                                                                     | -                              | 獅子座（Nēšu） 𒀯𒌨                                                | アブ （Av）                                                      | 7月 / 8月                                                        |
| 中期 Mišil Šatti 𒁇𒈬 | 6  | ウルル Araḫ Ulūlu - 𒌚𒆥                                                                 | 女神イシュタル 𒀭𒈹              | 乙女座（Sisinnu） 𒀯𒀳                                             | エルル （Elul）                                                  | 8月 / 9月                                                        |
| 中期 Mišil Šatti 𒁇𒈬 | 7  | ティスリトゥム Araḫ Tišritum - 𒌚𒇯 「始まりの月」 （後半の半年の始まりであることから）  | 太陽神シャマシュ 𒀭𒌓{           | てんびん座（Zibānītu） 𒀯𒄑𒂟                                       | ティシュリー （Tishrei）                                         | 9月 / 10月                                                       |
| 中期 Mišil Šatti 𒁇𒈬 | 8  | サムヌ Araḫ Samnu - 𒌚𒀳 「土台を据える月」                                              | 創造神マルドゥク 𒀭𒀫𒌓           | さそり座（Zuqaqīpu） 𒀯𒄈𒋰                                         | チェスヴァン （Cheshvan）                                        | 10月 / 11月                                                      |
| 終期 Qīt Šatti 𒌀𒈬   | 9  | キスリム Araḫ Kislimu - 𒌚𒃶                                                             | 戦いの神ネルガル 𒀭𒄊𒀕𒃲          | 射手座（Pabilsag） 𒀯𒉺𒉋𒊕                                          | キスレヴ （Kislev）                                              | 11月 / 12月                                                      |
| 終期 Qīt Šatti 𒌀𒈬   | 10 | テベトゥム Araḫ Ṭebētum - 𒌚𒀊 「水が間もなく来たる月」                                  | 伝令の神パプスッカル 𒀭𒊩𒆠𒋚      | 山羊座（Suḫurmāšu） 𒀯𒋦𒈧𒄩                                         | テベット （Tebeth）                                              | 12月 / 1月                                                       |
| 終期 Qīt Šatti 𒌀𒈬   | 11 | サバトゥ Araḫ Šabaṭu - 𒌚𒊭𒉺𒌅                                                            | 天候の神アダド 𒀭𒅎              | 水がめ座（Gula） 𒀯𒄖𒆷                                             | シェバト （Shebat）                                              | 1月 / 2月                                                        |
| 終期 Qīt Šatti 𒌀𒈬   | 12 | アダル／アッダル Araḫ Addaru / Adār - 𒌚𒊺 「アダルの月」                                | 破壊の神エッラ 𒀭𒅕𒊏             | 魚座（Zibbātu） 𒀯𒆲𒎌                                              | アダル （Adar）                                                  | 2月 / 3月                                                        |
| 閏月                | 13 | マカルサ・アッダリ Araḫ Makaruša Addari または アッダル・アルク Araḫ Addaru Arku - 𒌚𒊺𒂕 | アッシリアの神アッシュール 𒀭𒀸𒋩 | 19年周期の第17年に挿入される閏月は「ウルルの月（𒌚𒆥）」と呼ばれた | 19年周期の第17年に挿入される閏月は「ウルルの月（𒌚𒆥）」と呼ばれた | 19年周期の第17年に挿入される閏月は「ウルルの月（𒌚𒆥）」と呼ばれた |

紀元前6世紀までは、暦は天体観測に基づくものでしかなかったが、紀元前499年ごろには、月と太陽の周期に基づき、19年が235か月に等しくなるよう、調整された。なお、ギリシャのアテナイで用いられていた太陰太陽暦（アッティカ暦）を改良するため、数学者・メトン（Meton）が同じ暦を紀元前433年に導入したことにちなみ、メトン周期と呼ばれる。だが、おそらく、メトンはバビロニアからこの周期に関する知識を仕入れたのであろう。少数の例外を除き、紀元前380年まで、暦はこの原則に基づいて運用された。19年間に235月とするためには、通常の年を12か月として、19年×12月＝228月に、あと7か月の閏月を加える必要がある。このため、3・6・8・11・14・19年目に第2アダルの月を加え、17年目には6番目の月であるウルルの月の後に第2ウルルの月を加える方法で調整した
。それぞれの月は、新しい三日月が水平線上に確認された最初の日に始まり、次の新しい三日月が確認される日まで続く。この間、日付を特定するための数字は用いられなかった。

## 日
バビロニア人は、新月から数えて7日目ごとの日を、「聖なる日」として祝ったが、この日は「邪悪な日」（意味合いとしては、禁止行為を行うには不適当な日）とも呼ばれた。これらの日には役人たちは様々な活動を禁止され、一般の人々は「願をかけること」を禁じられた。そして少なくとも、第28日目は「安息日」とされたことが知られる。これらの日には、様々な神や女神に供え物が捧げられたが、禁に抵触することを避けるため、儀式は夕暮れに行われたようである。祈りの対象となる神は、第7日目がマルドゥクとイシュタル。第14日目はニンリルとネルガル。第21日目はシンとシャマシュ。第28日目はエンキと女神マーであった。キュロス大王とカンビュセス2世の時代（紀元前6世紀）の粘土板によれば、時にこれらの儀式が、本来の日とやや前後して実施されたようである。なお、月の周期は29〜30日であるため、7日間の週を3回繰り返した後の最後の週は8日または9日となり、完全な7日周期にはならない。
安息日の起源について諸説ある中で、「ユダヤ百科事典」（Universal Jewish Encyclopedia。著：アイザック・ランドマン）は、フリードリヒ・デーリッチなどのアッシリア学者の説を提唱している。それによれば、元々、安息日は月の周期に合わせて生まれたもので、1つの月は、安息日で締めくくられる4つの週と、毎月、変則的に追加される1〜2日から成っていた。ただし、この説は、完全な7日単位の週と、月齢による変則的な週の違いについてのつじつまを合わせることが難しいほか、いかなる言語においても、月齢による週において安息日の名に触れる文書が確認できないことが難点である。
加えて、バビロニア人は第19日目を特別な邪悪な日、「怒りの日」として祝った。なぜならその日は、前の月から通算でおよそ第49日目にあたり、7の7倍を全うする日だからである。犠牲がニヌルタに供えられ、その一日はグラに捧げられた。この日は、通常の「聖なる日」よりも、さらに禁忌が強化されたようである。
また、壊れた粘土板が復元されれば、今まで立証できなかったSapattumまたはSabattumという単語が満月を指すものと証明できるかもしれない。ヘブライ語のShabbatは、この単語と同語源あるいは派生と推測される。だが、Sapattum（または Sabattum）は、週単位というよりは月単位のものを指すと思われる。この単語は、シュメール語のsa-bat（休息中の）の一形態と思われる。sa-batは、アッカド語ではum nuh libbi（休息中の日）であることがわかっている。マルセロ・クラヴェリ（Marcello Craveri）によれば、Sabbathは「ほぼ確実にバビロニア語で満月祭を意味する「Shabattu」から生まれたと思われるが、語源をたどる全ての痕跡は失われており、ヘブライ人は聖書の伝説に由来するものと考えている。」　この結論は、損傷したエヌマ・エリシュの創造神話を文脈から復元したものによる。その文章には「[Sa]bbath shalt thou then encounter, mid[month]ly.（汝、[月]の最中、その時に[Sa]bbathに出会うであろう）」とある。